# جویا
جویا (به اسپانیایی: Juyá) یک منطقهٔ مسکونی در اسپانیا است که در ژیرونس واقع شده‌است. جویا ۸٫۴ کیلومتر مربع مساحت دارد.